# Вуколов Володимир Іванович
Володимир Іванович Вуко́лов (19 березня 1937, Шаталово — 2010) — український художник і педагог; член Спілки радянських художників України з 1989 року, почесний член Міжнародного благодійного фонду «Духовна спадщина». Лауреат премії Держбуду України за 1985 рік. Чоловік художниці Євгенії Гупалової.

## Біографія
Народився 19 березня 1937 року в селі Шаталовому Починківського району (нині Смоленська область, Російська Федерація). Закінчив Одеське художнє училище; у 1970 році — факультет монументального живопису Київського художнього інституту, де навчався у Тетяни Яблонської.
Після здобуття вищої освіти працював у Київському художньому інституті старшим викладачем кафедри композиції; у 1974—1990 роках — художник Київського творчо-виробничого об'єднання «Художник».
Мешкав у селищі міського типу Боровій в будинку на вулиці Остапа Вишні, № 3. Помер у 2010 році.

## Творчість
Працював у галузях станкового (писав пейзажі, натюрморти) і монументального живопису (автор вітражів, мозаїк), створював гобелени. Серед робіт:
живопис
- «Електричка» (1971; Темрюцький історико-археологічний музей[1]);
- «У старому парку» (1993);
- «Натюрморт із віялом» (1997);
- «Земля цвіте» (2001);
- «Цар-соняшник» (2002);
- «… і відродиться з попелу Україна» (2002);
- «Пісня Вічності» (2004).

Картини зберігаються у приватних колекціях Сполучених Штатів Америки, Японії, Канади, Норвегії, Сирії та Ізраїлю.
монументальні твори
- мозаїчні панно «Мир», «Праця, спорт, мистецтво» (Рубіжне), «Море» (Київ), «Дружба» (Ургал), «Весна» (Лисичанськ), «Легенди Півночі» (Мончегорськ, у співавторстві Віктором Романщаком[1]);
- вітраж «Рух» (Лисичанськ);
- розпис «Казки» (Ботанічне).

гобелени
- «Либідь» (1970), «Селяни» (1971), «Боян» (1972) — всі у Національному історико-етнографічному заповіднику «Переяслав»[1];
- «Осінь», «Зима», «Літо» (усі — 2000).

Автор проєктів герба, прапора та пам'ятного знака селища Борової.
Брав участь у мистецьких виставках з 1971 року. Персональна виставка відбулася у Києві в міжнародному благодійному фонді «Духовна спадщина» у 2002 році.